# Evolução da Vocalização Humana

## Aspectos da vocalização
Tanto em primatas humanos quanto não humanos, a produção de sons vocais ocorre pela vibração das cordas vocais na laringe. Este som viaja pelo trato vocal, onde as cavidades oral e nasal atuam como filtros, permitindo a passagem de energia acústica em certas frequências e diminuindo a energia em outras, a depender de seu tamanho e forma. O som que sai pelos lábios é, portanto, o resultado da interação entre a fonte sonora e os filtros. É importante notar que a laringe nos humanos está localizada mais abaixo no trato vocal em comparação a outros primatas, o que cria uma segunda grande cavidade (a faringe) na parte posterior da boca, que é praticamente ausente nos babuínos e outros primatas não humanos. 
Existem dois aspectos importantes da voz na comunicação social de primatas humanos e não humanos, que são tom e timbre. O tom da voz depende da frequência fundamental, que é determinada pelo tamanho e pela massa das cordas vocais. Já o timbre é relacionado com os formantes (picos de energia característicos no espectro sonoro), que por sua vez são determinados pelo tamanho e área de secção transversal das vias aéreas de vocalização.
A produção da fala envolve o uso combinado da laringe, faringe e boca para gerar uma variedade de sons que podem organizar palavras ou frases. Nos mamíferos em geral, a vocalização é produzida principalmente pela passagem do ar pela laringe, o que faz com que as dobras do tecido (cordas vocais, como as conhecemos) oscilem e produzam sons.

## Alterações anatômicas
Em algum momento da evolução, houve um ancestral dos humanos atuais que desenvolveu alterações anatômicas que permitiram essa vocalização mais estável e compreensível que conhecemos hoje. É possível, por meio de métodos comparativos e do estudo de homologias, deduzir como poderiam ter sido as características de grupos ancestrais no que diz respeito à fala e vocalização. 

### Posteriorização da laringe
Uma das principais diferenças no aparato de vocalização de humanos comparado a primatas não humanos é a posição mais posterior da laringe no trato vocal. Isso resulta em um trato basicamente dividido em duas cavidades: a oral, assim como os outros primatas, e uma nova e adicional, que corresponde à faringe desenvolvida. A combinação disso com uma língua ágil e capacidade de realização de movimentos rápidos com mandíbula e lábios permite a emissão de uma ampla variedade de sons. Além disso, a posição posterior também leva à produção de sons que se parecem com o de animais maiores, o que pode ter representado uma vantagem evolutiva. 
No entanto, a determinação da posição da laringe em fósseis é pouco precisa. Com isso, é difícil estudar como essa característica pode ter influenciado a vocalização de primatas ancestrais. Ainda assim, não é certo que a posição posterior da laringe seria uma adaptação indispensável e especializada para a vocalização de humanos. Algumas hipóteses para o surgimento da sua posição mais posterior incluem acompanhar o crescimento e a postura ereta dos humanos, que teriam efeitos na anatomia pós-craniana. 

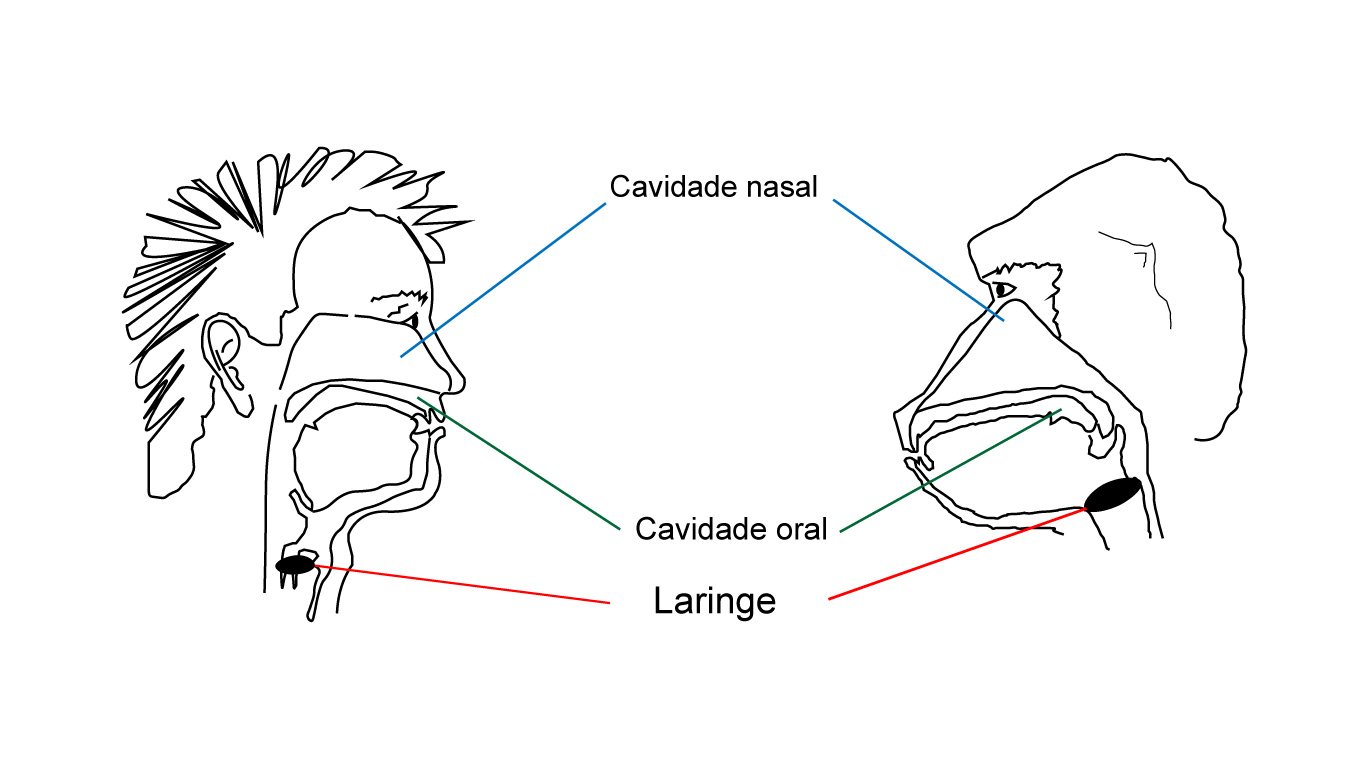
Comparação posicional da laringe em humanos e primatas, demonstrando o fenômeno da posterização da mesma

### Membranas vocais
Outra simplificação da anatomia faríngea é a perda das membranas vocais(também conhecidas como "lábios vocais") — projeções finas para cima das pregas vocais. De acordo com  Nishimura (2022), , usando métodos multidisciplinares, as membranas vocais aumentam as não linearidades, resultando em instabilidade vocal. Assim, a maior estabilidade da fonação humana resulta da perda evolutiva de complexidade anatômica. Por mais que não tenhamos indicadores fósseis da anatomia das pregas vocais, os dados comparativos comparativos desse mesmo estudo revelam que essa simplificação através da perda deve ter ocorrido desde a nossa divergência dos chimpanzés, aproximadamente há 6 milhões de anos.
Também foram feitas simulações por modelos computacionais dos sons emitidos por humanos e por estes outros primatas a partir de seus aparelhos vocais, e os resultados foram semelhantes ao que é observado na prática: o aparelho vocal de primatas não humanos não é capaz de emitir sons da mesma forma que humanos. 
No entanto, outros estudos que observaram primatas vivos durante alimentação, vocalização e displays faciais argumentam que o aparato vocal destes primatas não humanos seria capaz de produzir sons semelhantes aos emitidos por humanos. Segundo essa linha, as limitações para o desenvolvimento de uma fala mais complexa nos primatas não humanos seriam características neurológicas. Ou seja, pela falta de estruturas encefálicas especializadas para processar este tipo de informação. 
Com base nestes dados anatômicos, usando a parcimônia como critério, a conclusão evolutiva é de que a membrana  é a característica central, e que sua ausência nos humanos seria humana característica derivada.
Quanto às características anatômicas da membrana vocal, é sugerido que ela desempenha um papel na fonação: enquanto a glote (o espaço de ar entre as pregas vocais) é fechada para a fonação pela adução das cartilagens aritenóides, as pregas vocais e as membranas movem-se em direção à linha média da glote, o que implica que as membranas vocais também devem vibrar durante a fonação em primatas. Assim, nos chimpanzés, a membrana vocal desempenha um papel central na fonação, mesmo durante chamadas de baixa frequência, e não é simplesmente uma característica acessória das pregas vocais que servem à vocalização de alta frequência, como anteriormente se pensava. 
Ainda no primeiro estudo ,  é sugerido que as membranas vocais constituem o principal gerador de fonte vocal em primatas, sempre vibrando e geralmente colidindo, enquanto as contribuições das pregas vocais são limitadas ou até mesmo ausentes. Em conjunto, a perda evolutiva da membrana vocal nos humanos transformou o gerador de fonte vocal predominante das membranas vocais para as pregas vocais.
Assim, a membrana vocal dos primatas, combinada com a vibração das pregas vocais, desestabiliza a fonte vocal. A perda da membrana vocal nos humanos, portanto, reduz o risco de contaminar as oscilações estáveis das pregas vocais usadas na fala ou canto humano com irregularidades caóticas e ruído.

### Sacos aéreos laríngeos
Quanto aos chamados sacos aéreos laríngeos, os humanos o perderam ao longo da Evolução, apesar de haver alguma evidência vestigial. Em outras espécies de primatas, essas extensões em forma de saco da laringe ou de outras partes do trato vocal podem ser bastante desenvolvidas. Elas podem ser de diferentes tamanhos e em diferentes posições, e se têm várias hipóteses para a suas funções potenciais . Consequentemente, sabemos pouco sobre a razão dos humanos o terem perdido. A maioria das hipóteses reside na produção vocal, sendo elas: (1) pelo menos nos macacos do Antigo Mundo, os sacos agiriam como amplificadores da vocalização por agirem como câmaras de ressonância; (2) da mesma forma que a tendência descendente da laringe no trato vocal, os sacos aéreos modificam os chamados para que pareçam ser produzidos por um animal maior; (3) a entrada para os sacos aéreos funciona como um tipo secundário de cordas vocais e o ar que passa por ela pode produzir som independentemente das pregas vocais reais localizadas na laringe; (4) eles poderiam ser utilizados para armazenar ar que seria usado em sequências longas de vocalização. 
Embora os sacos aéreos estejam presentes em muitos primatas, desde lêmures até macacos e grandes símios, poucos experimentos foram conduzidos para testar essas ideias. Um experimento que intencionalmente perfurou os sacos aéreos de uma espécie de macaco da floresta revelou que a intensidade das vocalizações de longa distância foi reduzida, o que sugere que estes sacos podem de fato amplificar o som. A sugestão de que os sacos aéreos possam permitir taxas de vocalização mais elevadas e chamadas mais prolongadas também encontra algum apoio comparativo. Por exemplo, primatas menores tendem a ter taxas de chamada mais rápidas e chamadas de menor duração em comparação com primatas maiores. No entanto, as espécies de primatas com sacos aéreos parecem evitar essa restrição relacionada ao tamanho corporal na capacidade respiratória.

## Controle fino e inervação
Outra característica fundamental para a produção da fala humana é o controle fino da respiração. A nossa fala ocorre principalmente durante a expiração, com curtos e silenciosos intervalos de inspiração. Este controle fino da respiração durante a fala permite a articulação de frases muito mais longas sem a necessidade de interrupção. A inervação da região torácica que regula a respiração pode ser estudada com base no tamanho do canal da vértebra torácica, que informa acerca da quantidade de inervação que a região recebe. Análises comparativas desses canais vertebrais demonstram que humanos e Neandertais têm esses canais maiores quando comparados a hominídeos extintos e a outros primatas não humanos. Isso poderia ser explicado pelo controle postural do bipedalismo ou pela respiração para maior resistência, mas estes fatores não demandam neurologicamente o suficiente e nem ocorreram em tempos evolutivos que expliquem de forma suficiente este aumento da inervação torácica. Com isso, é provável que essa alteração anatômica esteja relacionada com o desenvolvimento da fala em humanos e parentes próximos (Neandertais). 

### Controle neural da laringe
O controle voluntário dos movimentos da laringe ocorre através da ativação do córtex pré-motor, mais especificamente no giro pré-frontal do lobo frontal. Os neurônios dessa região apresentam projeções para regiões medulares que se conectam com nervos motores ligados à região da laringe pela região mielinizada do nervo vago, comumente envolvida na comunicação social.
O uso da técnica de imagem por ressonância magnética funcional (fMRI) foi crucial para a detecção das áreas específicas de produção de som e controle das articulações da laringe. Do ponto de vista topológico, atribui-se à regiões de grande proximidade as habilidades de expiração, articulação e fonação, essenciais para a produção da fala. As descobertas dos trabalhos da primeira metade do século XX prevaleceram ao longo do tempo, postulando que o córtex motor da laringe é composto por estrutura bipartite não encontrada em demais primatas. A região ventral desta estrutura apresenta homologia com o córtex motor da laringe de primatas e a região dorsal aparece como novidade em humanos. Essa novidade evolutiva pode estar relacionada com a proteção das vias aéreas, assim como com funções vocais. .
O córtex motor da laringe parece estar envolvido em uma grande rede neuronal, um conectoma. A associação da região com demais regiões cerebrais parece ser contraintuitiva. Se por um lado sua porção dorsal parece estar positivamente associada com o giro inferior frontal, o córtex premotor, a área motora suplementar, o lobo parietal inferior, os gânglios da base e o tálamo, ela também encontra-se negativamente associada a outras regiões cerebrais de grande importância para o controle motor da laringe, como o córtex cingulado anterior. A interpretação para o resultado obtido se apoia na noção de limitações técnicas para acessar determinadas conexões entre regiões cerebrais. 
A estimulação do córtex motor da laringe em primatas não-humanos não é capaz de produzir a vocalização, apenas o controle motor. Alternativamente, em humanos, a ativação da região é capaz de mobilizar o aparato de respiração para a produção da vocalização. Em termos anatômico-funcionais, os núcleos ambíguo e retroambíguo aparentam ser os intermediários na conexão do córtex motor da laringe e os músculos da laringe, abdominais e intercostais, desempenhando funções de ativação da musculatura de respiração e de vocalização simultaneamente 
As superposições das redes neurais dos tratos de respiração e vocalização em exames de neuroimagem sugerem fortemente um modelo de sistema vocal único, que envolve a centralização de estímulos musicais, de emoção e de linguagem em um único sistema neural que coordena essa gama de inputs e a partir disso é capaz de produzir uma gama de vocalizações com diferentes significados. 

## Evolução comparada
Diferente dos tecidos moles do encéfalo e da laringe, o aparato auditivo é mais facilmente conservado e fossilizado. Com isso, é possível a realização de estudos que buscam compreender como era adaptada a audição, que tem correlação direta com o sistema de comunicação verbal de uma espécie. Seguindo esse percurso, pesquisadores criaram modelos computadorizados em 3D com base em fósseis neandertais e descobriram que a faixa de sons escutada por neandertais se assemelha muito à dos humanos atuais. Eles seriam capazes, portanto, de emitir e compreender mais sons de consoantes, o que é uma característica dos humanos atuais que difere de outros primatas. 
1. ↑   Ghazanfar, Asif A., and Drew Rendall. "Evolution of human vocal production." Current biology 18.11 (2008): R457-R460.
2. 1 2 3 4  Ghazanfar, Asif A., and Drew Rendall. "Evolution of human vocal production." Current biology 18.11 (2008): R457-R460.
3. 1 2 3   Nishimura, Takeshi, et al. "Evolutionary loss of complexity in human vocal anatomy as an adaptation for speech." Science 377.6607 (2022): 760-763.
4. ↑   Fitch, W. T.; de Boer, B.; Mathur, N.; Ghazanfar, A. A. (2016). «Monkey vocal tracts are speech-ready». Science Advances. 2 (12): e1600723. Bibcode:2016SciA....2E0723F. PMC 5148209. PMID 27957536. doi:10.1126/sciadv.1600723
5. 1 2 3   Takeshi Nishimura et al. ,Evolutionary loss of complexity in human vocal anatomy as an adaptation for speech.Science377,760-763(2022).DOI:10.1126/science.abm1574
6. 1 2 3 4 5    Belyk, M., & Brown, S. (2017). The origins of the vocal brain in humans. Neuroscience & Biobehavioral Reviews, 77, 177–193. doi:10.1016/j.neubiorev.2017.03.014
7. ↑   Conde-Valverde, Mercedes, et al. "Neanderthals and Homo sapiens had similar auditory and speech capacities." Nature ecology & evolution 5.5 (2021): 609-615.